# Agathis spathulata
Espèce
Classification phylogénétique
Statut de conservation UICN

 NT  : Quasi menacé
Agathis spathulata, aussi appelé kauri de Nouvelle-Guinée, est une espèce de conifère de la famille des Araucariaceae. Cet arbre se rencontre uniquement en Papouasie-Nouvelle-Guinée. Il est menacé du fait de la destruction de son habitat.